# Кримська обласна рада депутатів трудящих V скликання
Кримська обласна рада депутатів трудящих п'ятого скликання — представничий орган Кримської області в 1957 —1959 роках.
Нижче наведено список депутатів Кримської обласної ради 5-го скликання, обраних 3 березня 1957 року в загальних та особливих округах. Всього до Кримської обласної ради 5-го скликання обрали 119 депутатів по відкритих та по закритих військових округах.
| Прізвище, ім'я, по-батькові        | Місто чи район           | Виборчий округ | Посада | Примітки |
| ---------------------------------- | ------------------------ | -------------- | --- | -------- |
| Абрамова Євгенія Іванівна          | Феодосія                 | № 79           | старший інженер лабораторії глинистих розчинів центральної науково-дослідної лабораторії контори буріння «Кримнафтогазрозвідка» |          |
| Акімова Катерина Олексіївна        | Сімферополь              | № 77           | вакуумниця фруктово-консервного цеху Сімферопольського консервного заводу імені 1 Травня                                        |          |
| Байкова Валентина Олександрівна    | Сімферополь              | № 72           | директор Сімферопольської середньої школи № 11                                                                                  |          |
| Белітченко Зоя Михайлівна          | Ялта                     | № 87           | заступник директора з медичної частини санаторію «Лівадія»                                                                      |          |
| Березовиченко Надія Онисимівна     | Сімферополь              | № 63           | секретар Кримського облвиконкому                                                                                                |          |
| Бірюкова Тетяна Іллівна            | Керч                     | № 58           | штукатур Керченського будівельного управління «Житлобуд»                                                                        |          |
| Васильєв Василь Васильович         | Красногвардійський район | № 23           | голова Красногвардійського райвиконкому                                                                                         |          |
| Власов Олександр Якович            | Роздольненський район    | № 34           | голова Роздольненського райвиконкому                                                                                            |          |
| Гавриліна Ганна Юхимівна           | Куйбишевський район      | № 24           | бригадир колгоспу імені Молотова                                                                                                |          |
| Горшенін Лев Данилович             | Керч                     | № 61           | машиніст екскаватора рудника Камишбурунського залізорудного комбінату                                                           |          |
| Горшков Микола Васильович          | Кіровський район         | № 19           | голова Кіровського райвиконкому                                                                                                 |          |
| Грошева Вікторія Костянтинівна     | Керч                     | № 56           | вчителька Керченської середньої школи № 4 імені Пушкіна                                                                         |          |
| Данилов Євген Васильович           | Севастополь              | № 95           | бригадир теслярів Севастопольського управління начальника робіт № 132                                                           |          |
| Дмитрієв Віктор Васильович         | Красноперекопський район | № 21           | голова Красноперекопського райвиконкому                                                                                         |          |
| Домнін Семен Васильович            | особливий округ          |                | командир Керченсько-Феодосійської військово-морської бази Чорноморського флоту, контрадмірал                                    |          |
| Євсєєв Дмитро Павлович             | Євпаторія                | № 50           | завідувач Кримського обласного фінансового відділу                                                                              |          |
| Євстаф'єв Анатолій Дмитрович       | Феодосія                 | № 81           | токар Феодосійського механічного заводу                                                                                         |          |
| Жигачов Анатолій Васильович        | Сімферопольський район   | № 40           | голова колгоспу імені Молотова                                                                                                  |          |
| Жуков Пилип Лазарович              | особливий округ          |                | начальник 79-го прикордонного загону КДБ СРСР, полковник                                                                        |          |
| Зайцев Михайло Сергійович          | Старокримський район     | № 45           | голова Старокримського райвиконкому                                                                                             |          |
| Захаров Євген Іларіонович          | Сімферополь              | № 70           | завідувач кафедри госпітальної хірургії Кримського медичного інституту імені Сталіна                                            |          |
| Злобіна Владилена Костянтинівна    | Євпаторія                | № 51           | завідувач навчальної частини Євпаторійської середньої школи № 3                                                                 |          |
| Каблук Клавдія Терентіївна         | Євпаторія                | № 49           | головний лікар Держкурорту |          |
| Калюжний Іван Прокопович           | особливий округ          |                | командир 45-го особливого військового корпусу, генерал-лейтенант                                                                |          |
| Карпенко Микола Леонідович         | Сімферополь              | № 73           | начальник Кримського обласного управління культури                                                                              |          |
| Касатонов Володимир Панасович      | особливий округ          |                | командувач Чорноморського флоту                                                                                                 |          |
| Катков Микола Микитович            | Сімферополь              | № 66           | голова Сімферопольського міськвиконкому                                                                                         |          |
| Кириченко Степан Федорович         | особливий округ          |                | |          |
| Кірсанов Сергій Петрович           | особливий округ          |                | 1-й заступник голови Севастопольського міськвиконкому                                                                           |          |
| Климятов Василь Потапович          | Приморський район        | № 32           | 1-й секретар Приморського райкому КПУ                                                                                           |          |
| Клязника Надія Михайлівна          | Севастополь              | № 91           | штукатур управління начальника робіт № 1006 Севастопольського тресту № 38                                                       |          |
| Князєва Марія Данилівна            | Судацький район          | № 47           | бригадир виноградарської бригади винрадгоспу «Судак»                                                                            |          |
| Комяхов Василь Григорович          | Севастополь              | № 98           | 1-й секретар Кримського обкому КПУ                                                                                              |          |
| Конопльов Ілля Іванович            | особливий округ          |                | прокурор Кримської області |          |
| Костиркін Володимир Вікторович     | Сімферопольський район   | № 42           | директор радгоспу «Сімферопольський № 1»                                                                                        |          |
| Костіна Клавдія Федорівна          | Ялта                     | № 88           | старший науковий співробітник Нікітського ботанічного саду                                                                      |          |
| Косяк Олексій Симонович            | особливий округ          |                | завідувач Кримського обласного відділу народної освіти                                                                          |          |
| Кравець Микита Лаврентійович       | Джанкойський район       | № 13           | заступник голови Кримського облвиконкому                                                                                        |          |
| Кравченко Михайло Іванович         | Красноперекопський район | № 20           | комбайнер Таврійської машинно-тракторної станції                                                                                |          |
| Крикуненко Володимир Олександрович | Сімферополь              | № 74           | машиніст паровоза паровозного депо станції Сімферополь                                                                          |          |
| Кулик Максим Федорович             | Сакський район           | № 37           | 1-й секретар Сакського райкому КПУ                                                                                              |          |
| Куценко Андрій Андрійович          | Євпаторія                | № 53           | заступник голови Кримського облвиконкому                                                                                        |          |
| Лавренко Арсентій Олександрович    | Керч                     | № 60           | капітан-бригадир риболовецького колгоспу імені XII річниці Жовтня                                                               |          |
| Лачугін Василь Семенович           | особливий округ          |                | військовий комісар Кримської області, полковник                                                                                 |          |
| Лешуков Анатолій Георгійович       | Бахчисарайський район    | № 6            | голова Бахчисарайського райвиконкому                                                                                            |          |
| Лобанова Марія Іванівна            | Сімферополь              | № 78           | мотористка 2-ї державної швейної фабрики міста Сімферополя                                                                      |          |
| Ломакіна Ольга Тимофіївна          | Сімферополь              | № 69           | начальник халвово-консервного цеху Сімферопольського консервного заводу імені Кірова                                            |          |
| Луговий Микола Дмитрович           | Феодосія                 | № 80           | заступник голови Кримського облвиконкому                                                                                        |          |
| Лук'янов Олександр Іванович        | Ялта                     | № 89           | технік-механік управління начальника робіт № 135 Ялтинського будівельного тресту № 85                                           |          |
| Луценко Віра Костянтинівна         | Сакський район           | № 36           | трактористка Чкаловської машинно-тракторної станції                                                                             |          |
| Ляшко Микола Михайлович            | особливий округ          |                | військовий політпрацівник, генерал-лейтенант                                                                                    |          |
| Мазурець Федір Володимирович       | особливий округ          |                | в.о.голови Сімферопольського міськвиконкому                                                                                     |          |
| Малишевська Євдокія Федорівна      | Старокримський район     | № 46           | ланкова радгоспу «Золоте поле»                                                                                                  |          |
| Мамін Олександр Михайлович         | Керч                     | № 54           | голова Кримської обласної планової комісії                                                                                      |          |
| Маркелов Андрій Гаврилович         | особливий округ          |                | заступник командира Одеського корпусу ППО                                                                                       |          |
| Матвєєв Віктор Олексійович         | Севастополь              | № 101          | заступник начальника турбінного цеху Севастопольської ДРЕС                                                                      |          |
| Медунов Сергій Федорович           | Ялта                     | № 86           | 1-й секретар Ялтинського міськкому КПУ                                                                                          |          |
| Мироненко Олександр Олексійович    | особливий округ          |                | командувач ВПС Чорноморського флоту, генерал-майор авіації                                                                      |          |
| Мих Катерина Леонтіївна            | Севастополь              | № 93           | інженер управління начальника робіт № 137 Севастопольського тресту № 38                                                         |          |
| Михайленко Яків Хомич              | Октябрський район        | № 29           | завідувач майстерень радгоспу імені Калініна                                                                                    |          |
| Мовлєва Віра Терентіївна           | Алуштинський район       | № 3            | бригадир садово-виноградарської бригади колгоспу імені Сталіна                                                                  |          |
| Мойсеєв Микола Андрійович          | Феодосія                 | № 83           | 1-й секретар Феодосійського міськкому КПУ                                                                                       |          |
| Моргунов Микола Максимович         | Сімферопольський район   | № 39           | 1-й секретар Сімферопольського райкому КПУ                                                                                      |          |
| Некрасов Олексій Семенович         | Бахчисарайський район    | № 7            | начальник Кримського обласного управління сільського господарства                                                               |          |
| Нікерін Костянтин Данилович        | Севастополь              | № 90           | голова Кримської обласної ради профспілок                                                                                       |          |
| Омесов Андрій Олексійович          | Первомайський район      | № 31           | голова Первомайського райвиконкому                                                                                              |          |
| Органіщук Олена Трохимівна         | Сімферополь              | № 68           | оверловниця Сімферопольської трикотажної фабрики                                                                                |          |
| Орлова Серафима Олексіївна         | Сімферополь              | № 76           | лікар 2-ї дитячої міської лікарні міста Сімферополя                                                                             |          |
| Пивоварова Єлизавета Павлівна      | Севастополь              | № 100          | головний лікар дитячої консультації № 2 міста Севастополя                                                                       |          |
| Піддубний Ілля Гаврилович          | Кіровський район         | № 18           | голова колгоспу імені Ворошилова                                                                                                |          |
| Піскунов Роберт Петрович           | Сімферопольський район   | № 41           | агроном колгоспу імені Маленкова                                                                                                |          |
| Платов Віктор Ілліч                | особливий округ          |                | командир винищувальної авіаційної дивізії, генерал-майор авіації                                                                |          |
| Подобєдова Наталія Іванівна        | Совєтський район         | № 44           | доярка колгоспу імені Молотова                                                                                                  |          |
| Покровський Ерік Костянтинович     | Севастополь              | № 96           | 1-й секретар Кримського обкому ЛКСМУ                                                                                            |          |
| Полянська Антоніна Федорівна       | Балаклавський район      | № 5            | голова Кримського обласного суду                                                                                                |          |
| Помазаненко Володимир Панасович    | Євпаторійський район     | № 15           | головний агроном Євпаторійської машинно-тракторної станції                                                                      |          |
| Пономаренко Гаврило Мойсейович     | особливий округ          |                | заступник голови Кримського облвиконкому                                                                                        |          |
| Поповкін Євген Юхимович            | Севастополь              | № 103          | голова Кримського бюро Спілки письменників України                                                                              |          |
| Приходько Микола Демидович         | Джанкойський район       | № 14           | голова колгоспу імені Мічуріна                                                                                                  |          |
| Рижиков Андрій Трифонович          | Севастополь              | № 94           | начальник Кримського обласного управління внутрішніх справ                                                                      |          |
| Романенко Олексій Павлович         | Білогірський район       | № 10           | бригадир садівничої бригади радгоспу «Предгорье»                                                                                |          |
| Романцова Олександра Михайлівна    | Азовський район          | № 1            | голова Азовського райвиконкому                                                                                                  |          |
| Рудін Віктор Васильович            | Джанкойський район       | № 12           | голова Джанкойського райвиконкому                                                                                               |          |
| Савченко Галина Федорівна          | Сімферополь              | № 71           | шишельниця Сімферопольського машинобудівного заводу імені Куйбишева                                                             |          |
| Самойлова Галина Анатоліївна       | Сімферополь              | № 67           | інженер-конструктор Сімферопольського авторемонтного заводу імені Куйбишева                                                     |          |
| Семенець Микола Іванович           | Балаклавський район      | № 4            | машиніст екскаватора Балаклавського рудоуправління імені Горького                                                               |          |
| Сенчило Лідія Василівна            | Красногвардійський район | № 22           | доярка колгоспу імені Маленкова                                                                                                 |          |
| Сергєєва Лідія Григорівна          | Феодосія                 | № 82           | начальник в'язального цеху Феодосійської панчішної фабрики                                                                      |          |
| Середіна Лідія Федорівна           | Ленінський район         | № 25           | агроном радгоспу «Семисотка» |          |
| Ситников Ювіналій Іванович         | Євпаторія                | № 52           | 1-й секретар Євпаторійського міськкому КПУ                                                                                      |          |
| Смирнова Валентина Яківна          | Сімферополь              | № 65           | начальник планового відділу будівельного управління № 1 Кримоблбудтресту                                                        |          |
| Смородін Григорій Іванович         | Керч                     | № 59           | 1-й секретар Керченського міськкому КПУ                                                                                         |          |
| Смородська Ольга Григорівна        | Приморський район        | № 33           | доярка Керченського овочевого радгоспу                                                                                          |          |
| Соколова Людмила Михайлівна        | Севастополь              | № 97           | конструктор спеціальної тунельної контори № 2 трест Мосторемтунель                                                              |          |
| Солодов Іван Васильович            | Совєтський район         | № 43           | комбайнер Совєтської машинно-тракторної станції                                                                                 |          |
| Сороковський Андрій Костянтинович  | Октябрський район        | № 30           | голова Октябрського райвиконкому                                                                                                |          |
| Сосницький Сергій Васильович       | Севастополь              | № 102          | голова Севастопольського міськвиконкому                                                                                         |          |
| Степанець Петро Іванович           | Білогірський район       | № 9            | голова Білогірського райвиконкому                                                                                               |          |
| Степанов Микола Іванович           | Сімферополь              | № 75           | завідувач Кримського обласного управління комунального господарства                                                             |          |
| Стетюха Надія Федорівна            | Сімферополь              | № 64           | вчителька Сімферопольської середньої школи № 7                                                                                  |          |
| Стручков Тетяна Іванівна           | Бахчисарайський район    | № 8            | ланкова колгоспу імені Молотова                                                                                                 |          |
| Суркін Микола Прокопович           | Сакський район           | № 35           | 2-й секретар Кримського обкому КПУ                                                                                              |          |
| Тарасов Олександр Максимович       | Ялта                     | № 85           | голова Ялтинського міськвиконкому                                                                                               |          |
| Тимофєєва Ніна Володимирівна       | Керч                     | № 57           | змінний інженер Керченського консервного заводу                                                                                 |          |
| Тітенко Ганна Степанівна           | Керч                     | № 55           | завідувачка Кримського обласного відділу охорони здоров'я                                                                       |          |
| Толстякова Валентина Григорівна    | Зуйський район           | № 17           | зоотехнік колгоспу імені Леніна                                                                                                 |          |
| Торик Микола Антонович             | особливий округ          |                | начальник політичного управління Чорноморського флоту, віцеадмірал                                                              |          |
| Тумкіна Євгенія Василівна          | Джанкойський район       | № 11           | бригадир виноградарської бригади винрадгоспу «Ново-Джанкойський»                                                                |          |
| Турбаба Микола Антонович           | Ленінський район         | № 26           | голова Ленінського райвиконкому                                                                                                 |          |
| Удовиченко Мотрона Панасівна       | Ялта                     | № 84           | бригадир комплексної бригади колгоспу імені Куйбишева                                                                           |          |
| Філенко Микола Федорович           | Нижньогірський район     | № 27           | директор Нижньогірської машино-тракторної станції                                                                               |          |
| Філіпов Іван Маркелович            | Сімферопольський район   | № 38           | голова Кримського облвиконкому                                                                                                  |          |
| Цибізов Григорій Андрійович        | Севастополь              | № 92           | начальник Кримського обласного управління торгівлі                                                                              |          |
| Чирво Іван Євгенович               | Севастополь              | № 99           | котельник Севастопольського ремонтно-механічного заводу                                                                         |          |
| Чуб Михайло Ілліч                  | Алуштинський район       | № 2            | начальник Кримського обласного управління радгоспів                                                                             |          |
| Шапошников Євген Миколайович       | Керч                     | № 62           | директор Керченського ремонтно-механічного заводу                                                                               |          |
| Шаринов Аркадій Іванович           | Зуйський район           | № 16           | голова колгоспу імені Маленкова                                                                                                 |          |
| Шевченко Марія Олександрівна       | Нижньогірський район     | № 28           | свинарка колгоспу «За мир» |          |
| Шляєв Михайло Федорович            | Чорноморський район      | № 48           | голова Чорноморського райвиконкому                                                                                              |          |

11 березня 1957 року відбулася 1-а сесія Кримської обласної ради депутатів трудящих 5-го скликання. Головою виконкому обраний Філіпов Іван Маркелович; першим заступником голови виконкому — Кравець Микита Лаврентійович; заступниками голови виконкому — Луговий Микола Дмитрович, Куценко Андрій Андрійович, Сосницький Сергій Васильович; секретарем облвиконкому — Березовиченко Надія Онисимівна.
Членами виконкому обрані Філіпов Іван Маркелович, Кравець Микита Лаврентійович, Куценко Андрій Андрійович, Луговий Микола Дмитрович, Сосницький Сергій Васильович, Березовиченко Надія Онисимівна, Комяхов Василь Григорович, Євсєєв Дмитро Павлович, Мамін Олександр Михайлович, Некрасов Олексій Семенович, Степанов Микола Іванович, Рижиков Андрій Трифонович, Чуб Михайло Ілліч, Крикуненко Володимир Олександрович, Шаринов Аркадій Іванович.
Головами комісій Кримської обласної Ради депутатів трудящих обрані: мандатної — Кулик Максим Федорович, бюджетно-фінансової — Сороковський Андрій Костянтинович, промислово-транспортної — Смородін Григорій Іванович, сільськогосподарської — Жигачов Анатолій Васильович, по тваринництву — Костиркін Володимир Вікторович, народної освіти — Стетюха Надія Федорівна, культурно-просвітницької роботи — Покровський Ерік Костянтинович, торгівлі і заготівель — Горшков Микола Васильович, житлово-комунального господарства— Мойсеєв Микола Андрійович, соціалістичної законності та громадського порядку — Полянська Антоніна Федорівна, охорони здоров'я і курортів — Захаров Євген Іларіонович.
Сесія затвердила обласний виконавчий комітет у складі: голова планової комісії — Мамін Олександр Михайлович, завідувач відділу народної освіти — Косяк Олексій Симонович, завідувач відділу охорони здоров'я — Тітенко Ганна Степанівна, завідувач фінансового відділу— Євсєєв Дмитро Павлович, завідувач відділу соціального забезпечення — Кучерук Микола Ілліч, завідувач відділу комунального господарства — Степанов Микола Іванович, завідувач організаційно-інструкторського відділу — Дементьєва А. І., завідувач відділу оргнабору робітників і переселення — Страхов О. В., начальник управління внутрішніх справ — Рижиков Андрій Трифонович, начальник управління сільського господарства — Некрасов Олексій Семенович, начальник управління промисловості продовольчих товарів — Калашников Я. П., начальник управління промисловості будівельних товарів — Нечваленко О. К., начальник управління місцевої і паливної промисловості — Шаповалов  Микола Михайлович, начальник управління будівництва в колгоспах — Пелимський О. М., начальник управління будівництва і архітектури — Чернишов В. М., начальник управління автомобільних і шосейних доріг — Філіппов Василь Іванович, начальник управління торгівлі — Цибізов Григорій Андрійович, начальник управління культури — Карпенко Микола Леонідович, голова комітету з фізкультури і спорту — Гусєв К. А.